# Michotamia macquarti
Michotamia macquarti là một loài ruồi trong họ Asilidae. Michotamia macquarti được Joseph & Parui miêu tả năm 1984. Loài này phân bố ở miền Ấn Độ - Mã Lai.